# 理查德·霍姆斯 (传记作家)
理查德·霍姆斯（英語：Richard Gordon Heath Holmes，1945年11月5日—）是一位英国作家和学者，以其对英国和法国浪漫主义主要人物的传记研究而闻名。

## 代表作
- 《雪莱传：追求》（Shelley: The Pursuit）1976年
- 《好奇年代：英国科学浪漫史》（The Age of Wonder: How the Romantic Generation Discovered the Beauty and Terror of Science）2008年
- 《上穷碧落：热气球的故事》（Falling Upwards: How We Took to the Air）2013年